# Crayon Shin-chan: Arashi o yobu - Ōgon no spy daisakusen
Crayon Shin-chan: Arashi o Yobu Ōgon no Supai Daisakusen (クレヨンしんちゃん 嵐を呼ぶ黄金のスパイ大作戦 Kureyon Shinchan Arashi o Yobu Ōgon no Supai Daisakusen) là một bộ phim anime 2011. Đây là phim thứ 19 dựa trên manga và anime hài Crayon Shin-chan. Phim được công chiếu ở các rạp Nhật Bản vào ngày 16 tháng 4 năm 2011. Phim được phát sóng ở Ấn Độ trên Hungama TV với tên gọi Shin Chan Movie The Spy vào ngày 8 tháng 6 năm 2013.

## Phân vai
- Akiko Yajima - Nohara Shinnosuke
- Mari Mashiba - Kazama Tooru / Shiro
- Tamao Hayashi - Sakurada Nene
- Mie Suzuki - Sato Masao
- Chie Sato - Suzuki Bo
- Miki Narahashi - Nohara Misae
- Keiji Fujiwara - Nohara Hiroshi
- Satomi Korogi - Nohara Himawari
- Rikako Aikawa - Lemon
- Tomo Sakurai - Lime
- Kenyu Horiuchi - Plum
- Shingo Murakami - Jagger
- Tadayoshi Okura - Mash
- Kikuko Inoue - Narlao